# Los pasos contados
Los pasos contados es el título de la autobiografía novelada escrita por el periodista, memorialista y escritor español Corpus Barga a lo largo de su vida, y que, aunque inconclusa como obra total, se publicó en sus cuatro primeros volúmenes entre 1963-1973. La saga, subtitulada Una vida española a caballo en dos siglos (1887-1957), está compuesta por Mi familia. El mundo de mi infancia (1963), Puerilidades burguesas (1965), Las delicias (1967) y Los galgos verdugos (1973), que recibió el premio de la Crítica en 1974. Quedaron esbozados y sin editar dos libros más: El siglo nuevo y Mi diccionario.

Cuando me decidí a escribir mis memorias quise poner en el título, Los pasos contados, el propósito con que las escribía. Evitar la biografía y contar lo que sucedía a todo lo que estaba relacionado conmigo en mis pasos por el mundo. en seguida comprobé que el recuerdo se hace con ingredientes que le impiden ser verdadero.
Corpus Barga , en Ínsula (entrevista de Antonio Núñez)

## Las ediciones
Corpus Barga tuvo que esperar hasta el último tramo de su vida para ver correctamente publicados los cuatro primeros tomos novelados de sus memorias. Tras unas versiones iniciales (como La vida rota, publicado en 1910, o su continuación, inédita hasta 1997, veinticinco años después de su muerte), Barga publicó el primer y segundo libros en 1963, que al igual que el tercero (Las Delicias, que ya había sido concluido en 1962, pero no se publicaría hasta 1968, aunque bastante mutilado por la censura) pasaron desapercibidos para la crítica y el gran público. El cuarto libro Los galgos verdugos no apareció hasta 1973, publicado por Alianza Editorial y merecedor del Premio de la Crítica en 1974.
La primera edición conjunta de los cuatro libros, en cuatro diferentes volúmenes pero con cierta unidad de composición y estudios introductorios, se hizo a partir de 1979, cuatro años después de la muerte de Corpus Barga.

### Precedentes
- La vida rota (1908-1910), novela en dos volúmenes originalmente escrita entre Madrid y Belalcázar, que sería luego reescrita y editada con otro título, Los galgos verdugos (1973).[5]
- Contando sus pasos. Primer viaje a América (La vida rota, segunda parte) y otros textos inéditos de su juventud; prólogo de Isabel del Álamo Triana; editorial Pre-Textos, Valencia, 1997.

### Obra inconclusa
En una carta del 30 de abril de 1972 a sus editores en España, Barga especificó que «Los pasos contados debieran tener por lo menos dos volúmenes más: El siglo nuevo –mi vida en el extranjero–, y Mi diccionario, en el que hablaré sobre todo de España, a donde volví cuando se proclamó la república.»

## Recursos literarios
Los cuatro libros publicados se presentan en dos estilos narrativos casi opuestos; mientras en los tres primeros es el propio escritor y protagonista el que cuenta sus memorias en un monólogo interior continuado, en el último la fórmula dialogada, casi teatral, crea una nueva dinámica en la narración.
Corpus Barga, en la introducción al cuarto libro, lo explicó así: «Los galgos verdugos es una narración con la menor cantidad de narrador. (...) Lo que en los volúmenes anteriores era el párrafo largo de las cristalizaciones irisadas del pasado, es, en este [4º] volumen, el diálogo de las cristalizaciones irisadas del presente. Es un paso contado de una manera diferente a como han sido contados los otros pasos...».